# Liquid Tension Experiment
Liquid Tension Experiment je americký rockový projekt, který se věnuje instrumentální rockové hudbě.
Tohoto projektu se zúčastnili členové skupiny Dream Theater: John Petrucci (kytara), Jordan Rudess (klávesy) a Mike Portnoy (bicí) spolu se studiovým hudebníkem Tony Levinem (baskytara).
Liquid Tension Experiment spolu nahráli dvě alba Liquid Tension Experiment (1998) a Liquid Tension Experiment 2 (1999) pod značkou Magna Carta records.
Společně vystoupili také na několika málo koncertech v New Yorku a Los Angeles.
Liquid Tension Experiment založil bubeník Mike Portnoy. Portnoy prvního pozval klávesistu Jordana Rudesse, který v té době ještě nebyl členem Dream Theater a progresivní rock ikonu Tonyho Levina (baskytara, Chapman Stick) z kapely King Crimson a Peter Gabriel band. Ve svém instruktážním videu "Liquid Drum Theater", Portnoy řekl, že jeho první volbou pro kytaru byl Dimebag Darrell, ale nebyl schopen se připojit, protože mě jiné plány. Dvě další volby byli Steve Morse (Dixie Dregs, Kansas, Deep Purple) a Jim Matheos (Fates Warning). Portnoy se nakonec obrátil ke svému kolegovi z kapely Johna Petrucci (přestože původně chtěl, aby byl projekt zcela oddělený od Dream Theater). Projekt vznikl jako vedlejší projekt Dream Theater v roce 1997. John Rudess byl požádán, aby se připojil k Dream Theater, do značné míry kvůli úspěchu Liquid Tension Experiment a chemií mezi hudebníky. Rudess předtím odmítl se připojit k Dream Theater v roce 1994 a místo toho se stal členem Dixie Dregs, známý pro komplexní, "Southern fusion" instrumentální hudbu.
Liquid Tension Experiment vydal dvě alba, Liquid Tension Experiment (1998) a Liquid Tension Experiment 2 (1999) na Magna Carta Records. Zahráli také několik živých vystoupení v New Yorku, Philadelphia, Los Angeles a Londýně. Mike Portnoy uvedl v četných rozhovorech, že třetí album již nebude, protože tři ze čtyř členů kapely byli také součástí Dream Theater a materiál by byl příliš podobný. V roce 2020 bylo oznámeno vydání třetí desky, první po dvaadvaceti letech.
Několik písní a riffy z projektu byly začleněny do živých představení Dream Theater, jako například "Instrumedley" z Live at Budokan, která zahrnuje ukázky z písní "Paradigm Shift" a "Universal Mind."

## Diskografie
- Liquid Tension Experiment (1998)
- Liquid Tension Experiment 2 (1999)
- Liquid Tension Experiment 3 (2021)